# (43) Ариадна
(43) Ариадна (лат. Ariadne) — неправильной формы астероид главного пояса, который принадлежит к светлому спектральному классу S и входит в состав семейства Флоры, являясь вторым по величине астероидом в этом семействе. Он был открыт 15 апреля 1857 года английским астрономом Норманом Погсоном в Обсерватории Радклиффа, Англия и назван в честь Ариадны, дочери критского царя Миноса и Пасифаи, героини древнегреческого мифа о Тесее и минотавре.

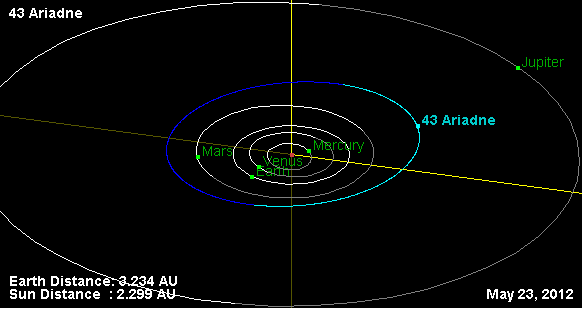
Орбита астероида Ариадна и его положение в Солнечной системе

## Описание
Астероид представляет собой продолговатое, сильно вытянутое тело (длина почти в два раза превышает наименьший размер) и имеет двухлопастную или сильно угловатую форму. Вращается в обратном направлении, хотя его полюс обращён почти параллельно эклиптике с эклиптическими координатами (β, λ) = (-15°, 253°) и погрешностью 10 °. Это даёт наклон оси около 105 °. Максимальная видимая величина Ариадны равна максимальной видимой величине Плутона. По неизвестным причинам «Астероид 43 Ариадна» был включён в список спонсоров космического аппарата НАСА Стардаст, который был записан на микрочипе внутри аппарата.